# John Hartford
John Cowan Hartford (New York, 30 dicembre 1937 – Nashville, 4 giugno 2001) è stato un violinista, suonatore di banjo e compositore statunitense specialmente dedito al folk, al country, e al bluegrass, conosciuto per la maestria nel suonare il violino (soprattutto nella variante del fiddling) e il banjo, così come per i testi arguti e spiritosi, l'originalissimo stile di canto e l'approfondita conoscenza della musica tradizionale della zona del Mississippi.
Hartford ha saputo condurre gli stilemi e i linguaggi fondativi della musica americana verso fini a lui propri, pur avendoli nel sangue. Lungo la sua carriera, egli ha continuato a rielaborarli per allargarne la portata e dimostrare l'enorme potenziale espressivo della musica popolare. Pur essendo un compositore estremamente variegato nell'approccio stilistico, non c'è dubbio che il marchio distintivo di Hartford si possa ritrovare in questa capacità di rendere presente - non solo musicalmente ma anche "culturalmente" - ciò che sembra passato (in ciò ricordando Randy Newman e Leon Redbone).
Per quanto Hartford sia considerato cofondatore di quel movimento di rinnovamento del bluegrass chiamato newgrass, egli è sempre rimasto attaccato con altrettanta forza alla musica tradizionale. L'ultimo gruppo con cui suonò e gli ultimi album testimoniano il suo amore per la old time music e le altre forme di musica tradizionale pre-bluegrass.
La dicotomia è una delle caratteristiche più attrattive di Hartford, il quale, proprio nel momento in cui sembra dare corso all'espansione massima dei confini della musica tradizionale, rimane profondamente connesso alla radici del folk americano.

## Origini
John Harford (la modifica del cognome sarebbe avvenuta su "comando" di Chet Atkins) nasce a New York da Carl e Mary Harford. Passa l'infanzia a St. Louis, nel Missouri. È qui che ha occasione di conoscere la musica tradizionale del Mississippi. Fin dai 16 anni è impegnato a lavorare nella zona.
I programmi radiofonici del Grand Ole Opry di Nashville includevano Earl Scruggs, l'inventore dello stile banjoistico detto "delle tre dita" (three-finger style). Già all'età di 13 anni, Hartford è un esperto suonatore di banjo e di fiddle, anche se nel frattempo impara anche la chitarra e il mandolino. È uno studente della John Burroughs School quando forma la sua prima band di bluegrass. Dopo la high school, si iscrive alla università Washington di St. Louis e vi studia per quattro anni, inizialmente senza laurearsi (ciò accadrà nel 1960). Abbandonata l'università per concentrarsi sulla propria musica, Hartford si immerge nella scena musicale locale e lavora come DJ, suona in vari gruppi e, occasionalmente, registra dei singoli per etichette locali.

## La carriera
Nel 1965, si trasferisce a Nashville, nel Tennessee, tempio mondiale dell'industria musicale country. Nel 1966, firma per la RCA Victor e lo stesso anno produce il suo primo album, intitolato Looks at Life.
Nel 1967, il secondo album Earthwords & Music presenta il suo primo e forse più importante hit, Gentle On My Mind. Non che l'edizione dell'autore sia un successo. Accade piuttosto che ad interessarsi della canzone sia Glen Campbell, che incide una propria versione. All'edizione dei Grammies del 1968, alla canzone vanno ben quattro premi, due dei quali a Hartford (migliore performance folk e miglior canzone country e western). Il pezzo diviene in breve una delle canzoni più interpretate di tutti i tempi, il che concede all'autore - attraverso le royalty - di raggiungere una grande indipendenza economica: Hartford avrebbe poi detto che la canzone gli comprò la libertà. Mentre la sua popolarità cresce sempre più, si trasferisce nella costa ovest, dove diviene un habitué del programma televisivo Smothers Brothers Comedy Hour. Seguono altre apparizioni (tra cui quelle agli show televisivi di Glen Campbell e di Johnny Cash) e incisioni con importanti artisti della scena country. Il successo di SmoBro è tale che i produttori offrono a Hartford il ruolo del detective protagonista in una serie TV. Hartford rifiuta e decide di tornare a Nashville per concentrarsi sulla propria musica.

## Newgrass
Tra il 1968 e il 1970, Hartford incide altri quattro album per la RCA: The Love Album, Housing Project, John Hartford e Iron Mountain Depot. Nel 1971, firma per la Warner Bros. Records, dove potrà trovare maggiore libertà e minori condizionamenti al suo stile assolutamente irrituale. Con Vassar Clements, Tut Taylor e Norman Blake incide diversi album che daranno il tono anche alla produzione successiva, inclusi Aereo-Plain e Morning Bugle. Del primo, Sam Bush ha detto: "Senza Aereo-Plain (e la band che vi suona), il newgrass non sarebbe mai nato".
Diversi anni dopo, Hartford passa all'etichetta Flying Fish Records. Hartford continua a muoversi con grande libertà nel campo di un folk assai poco tradizionale e, pure, molto addentro ai suoi linguaggi.
Mark Twang (1976) è un altro album imprescindibile nel percorso dell'artista: Hartford suona da solo, accompagnando la voce con il banjo, il violino o la chitarra e battendo il piede su una base di compensato amplificata.
Nel 1977 e nel 1980, Hartford lavora insieme a Doug e a Rodney Dillard dei Dillards.

## Gli ultimi anni
Il culmine della sua carriera è raggiunto con la collaborazione alla colonna sonora di Fratello, dove sei?, che gli dona un altro Grammy. Il tour Down from the Mountain (2001) è il suo tour finale, nato dalle session di registrazione della colonna sonora. Trovandosi in Texas, nell'aprile dello stesso anno, scopre di non riuscire più a controllare le proprie mani. Passa poco più di un mese e il linfoma di Hodgkin che ha da vent'anni lo uccide. Si trovava al Centennial Medical Center di Nashville e aveva 63 anni.
Nei giorni che precedono la sua scomparsa, Hartford era impegnato a scrivere la biografia del violinista cieco Ed Haley. L'album di Hartford Wild Hog in the Red Bush è una raccolta di composizioni di Haley. Hartford aveva anche dato la propria voce per numerosi documentari di Ken Burns.
Ad Hartford è stata data una stella nella St. Louis Walk of Fame.
Nel settembre del 2005, l'Americana Music Association gli ha assegnato un riconoscimento postumo (il President's Award).

## Discografia

### Album in studio
| Year | Album                               | US  | Label               |
| ---- | ----------------------------------- | --- | ------------------- |
| 1967 | Looks at Life                       |     | RCA                 |
| 1967 | Earthwords & Music                  |     | RCA                 |
| 1968 | The Love Album                      |     | RCA                 |
| 1968 | Housing Project                     |     | RCA                 |
| 1968 | Gentle On My Mind & Other Originals |     | RCA                 |
| 1969 | John Hartford                       | 137 | RCA                 |
| 1970 | Iron Mountain Depot                 |     | RCA                 |
| 1971 | Aereo-Plain                         | 193 | Warner Bros.        |
| 1972 | Morning Bugle                       |     | Warner Bros.        |
| 1976 | Nobody Knows What You Do            |     | Flying Fish         |
| 1976 | Mark Twang                          |     | Flying Fish         |
| 1977 | All in the Name of Love             |     | Flying Fish         |
| 1978 | Headin' Down Into the Mystery Below |     | Flying Fish         |
| 1979 | Slumberin' on the Cumberland        |     | Flying Fish         |
| 1981 | You and Me at Home                  |     | Flying Fish         |
| 1981 | Catalogue                           |     | Flying Fish         |
| 1984 | Gum Tree Canoe                      |     | Flying Fish         |
| 1986 | Annual Waltz                        |     | Rounder             |
| 1989 | Down on the River                   |     | Flying Fish         |
| 1991 | Cadillac Rag                        |     | Small Dog A-Barkin' |
| 1992 | Goin' Back to Dixie                 |     | Small Dog A-Barkin' |
| 1994 | The Walls We Bounce Off Of          |     | Small Dog A-Barkin' |
| 1996 | No End of Love                      |     | Small Dog A-Barkin' |
| 1996 | Wild Hog in the Red Brush           |     | Rounder             |
| 1998 | The Speed of the Old Long Bow       |     | Rounder             |
| 2002 | Steam Powered Aereo-Takes           |     | Rounder             |

### Collaborazioni
| Year | Album                                                                             | Label                             |
| ---- | --------------------------------------------------------------------------------- | --------------------------------- |
| 1977 | Glitter Grass from the Nashwood Hollyville Strings (con Doug e Rodney Dillard)    | Flying Fish                       |
| 1981 | Permanent Wave (con Doug e Rodney Dillard)                                        | Rounder                           |
| 1984 | Vassar Clements, John Hartford, Dave Holland (con Vassar Clements e Dave Holland) | Flying Fish                       |
| 1991 | Hartford & Hartford (con Jamie Hartford)                                          | Flying Fish                       |
| 1995 | The Fun of Open Discussion (con Bob Carlin)                                       | Rounder                           |
| 1996 | Playtime Songs                                                                    | Children's Book-of-the-Month Club |
| 1998 | The Bullies Have All Gone to Rest (credited to Jim Wood e John Hartford)          | Whipporwill                       |
| 1999 | Retrograss (con David Grisman e Mike Seeger)                                      | Acoustic Disc                     |
| 1999 | Good Old Boys (con la Hartford String Band)                                       | Rounder                           |
| 2001 | Hamilton Ironworks (con la Hartford String Band)                                  | Rounder                           |

### Live
| Year | Album                                | Label               |
| ---- | ------------------------------------ | ------------------- |
| 1994 | Old Sport                            | Small Dog A-Barkin' |
| 1995 | Live at College Station Pennsylvania | Small Dog A-Barkin' |
| 2000 | Live from Mountain Stage             | Blue Plate Records  |

### Raccolte
| Year | Album                                                      | Label         |
| ---- | ---------------------------------------------------------- | ------------- |
| 1982 | Me Oh My, How the Time Does Fly: A John Hartford Anthology | Flying Fish   |
| 1987 | A John Hartford Collection                                 | Flying Fish   |
| 2001 | RCA Country Legends: John Hartford                         | Buddha        |
| 2002 | Natural to Be Gone 1967–1970                               | Raven Records |
| 2002 | John Hartford/Iron Mountain Depot/Radio John               | Camden Deluxe |
| 2002 | Looks at Life/Earthwords & Music                           | Camden Deluxe |
| 2004 | Love Album/Housing Project                                 | Camden Deluxe |
| 2009 | Good'le Days: Essential Recordings                         | Rounder       |

### Apparizioni
| Year | Album                                                           | Label       |
| ---- | --------------------------------------------------------------- | ----------- |
| 1975 | Topanga's Woody Guthrie Folk Festival One                       | Rounder     |
| 1976 | Mark O'Connor: Pickin' in the Wind                              | Sky Records |
| 1980 | The Great Hudson River Revival, playing Steamboat Whistle Blues | Flying Fish |